# Klopfmessung

Klopfmessung (auch Klopferkennung oder Knocking Detection) bezeichnet Verfahren in der Fahrzeug- und Motorentechnik zur Erfassung und Auswertung von Klopf- oder Detonationsvorgängen im Zylinder. Sie dient der Optimierung von Leistung, Verbrauch und Emission sowie dem Schutz des Motors vor schädlichen Verbrennungsstörungen.

## Begriff und Hintergrund
Klopf- oder Detonationsvorgänge sind eine unkontrollierte Selbstzündung des Kraftstoff-Luft-Gemischs im Verbrennungsraum eines Ottomotors, die zu abrupten Druckanstiegen und hörbaren Schwingungen führt. Diese können Dauerschäden an Kolben, Zylinderwänden und Kurbelwellenlagern verursachen. Die Klopfmessung ermöglicht, solche Ereignisse frühzeitig zu erkennen und durch Anpassung der Motorsteuerung gegenzusteuern.

## Funktionsweise
1. Auslösung durch Druckschwingungen: Klopfen erzeugt charakteristische Schwingungen im Bereich von etwa 4–10 kHz.
2. Übertragung: Mechanische Schwingungen wandern über den Zylinderkopf oder Motorblock zum Sensor.
3. Erfassung: Piezoelektrische oder akustische Sensoren wandeln die Schwingungen in elektrische Signale um.
4. Vorverarbeitung: Bandpassfilter isolieren den Klopffrequenzbereich, während niederfrequente Motorgeräusche und Rauschen unterdrückt werden.
5. Auswertung: Die Motorsteuerung (ECU) analysiert Signalstärke und -muster und erkennt dadurch Klopfvorgänge.

## Sensorik und Signalverarbeitung
- Piezoelektrische Klopfsensoren: Häufigster Typ, nutzt Quarz- oder Keramikelemente; robust gegenüber Temperaturen >150 °C und Vibrationen.
- Akustische Sensoren: Externe Mikrofone, die im Motorraum montiert werden.
- Elektronische Vorverstärker: Integrierte Schaltungen regulieren den Signalpegel und schützen vor elektromagnetischen Störungen.
- Digitale Signalverarbeitung: Mikrocontroller oder DSP-Einheiten führen FFT-Analysen oder andere Mustererkennungsalgorithmen durch.

## Regelung und Motorsteuerung
Bei Erkennung eines Klopfereignisses passt die ECU in Echtzeit Parameter wie:
- Zündzeitpunkt (Ignitionswinkel): Rückstellung, um maximalen Verbrennungsdruck zu reduzieren.
- Gemischzusammensetzung: Gegebenenfalls Anreicherung durch zusätzliche Kraftstoffzugabe.
- Ladedruck (bei Turbomotoren): Reduktion, um thermische Belastung zu mindern.

Durch eine geschlossene Regelstrecke bleibt der Motorbetrieb stets im klopf-freien Bereich, was Leistung und Effizienz maximiert.

## Anwendungsbereiche
- Serienfahrzeuge: Standardausstattung moderner Ottomotoren
- Rennmotoren: Feinabstimmung der Zündkennlinie für höchste Leistung
- Schiffsdiesel und Großmotoren: Erkennung von Frühzündung und Detonation
- Stationäre Motoren: Notabschaltung bei Überschreiten kritischer Schwingungspegel

## Geschichte
- 1950er–1960er Jahre: Erste akustische Messverfahren mit einfachen Mikrofonen
- 1970er Jahre: Einführung piezoelektrischer Sensoren in Serienfahrzeugen
- 1980er–1990er Jahre: Digitale Auswertung und integrierte Klopfmess-Schaltungen in ECUs
- 2000er Jahre: Einsatz fortgeschrittener Algorithmen (z. B. Wavelet-Analyse) zur verbesserten Detektion